# Libnotes luteiventris
Libnotes luteiventris là một loài ruồi trong họ Limoniidae. Chúng phân bố ở miền Australasia.